# Godło Cesarstwa Niemieckiego
Cesarstwo Niemieckie powstało w wyniku zjednoczenia Niemiec w 1871 roku. Godłem II Rzeszy był czarny, jednogłowy orzeł zwrócony (heraldycznie) głową w prawo, z tarczą herbową Królestwa Prus na piersi, którą otaczał łańcuch Orderu Orła Czarnego – najwyższego odznaczenia Prus i Domu Hohenzollernów. Orzeł ten nosił koronę cesarską.

Godła
Herb w 1871
Herb mały Cesarstwa 1871–1888
Godło małe Cesarstwa 1888–1918

W Herbie Wielkim Cesarstwa właściwy herb – orzeł cesarski z pruskim orłem na piersi – podparty był przez dwie postacie mityczne stojące po bokach. Trzymały one herby Prus (po lewej) oraz Brandenburgii (po prawej) – ziem, które początkowo tworzyły Królestwo Pruskie.
Także kolory dwóch proporców symbolizowały te ziemie (czarno-biały – Prusy, a czerwono-biały – Brandenburgię).
Nad tarczą herbową znajdowała się korona cesarska (wzorowana na dawnej koronie Świętego Cesarstwa Rzymskiego Narodu Niemieckiego).

Herby majestatyczne Cesarstwa Niemieckiego przysługujące cesarzom
Herb Cesarstwa z klejnotami
Herb średni
Herb duży